# 可可和巧克力博物館

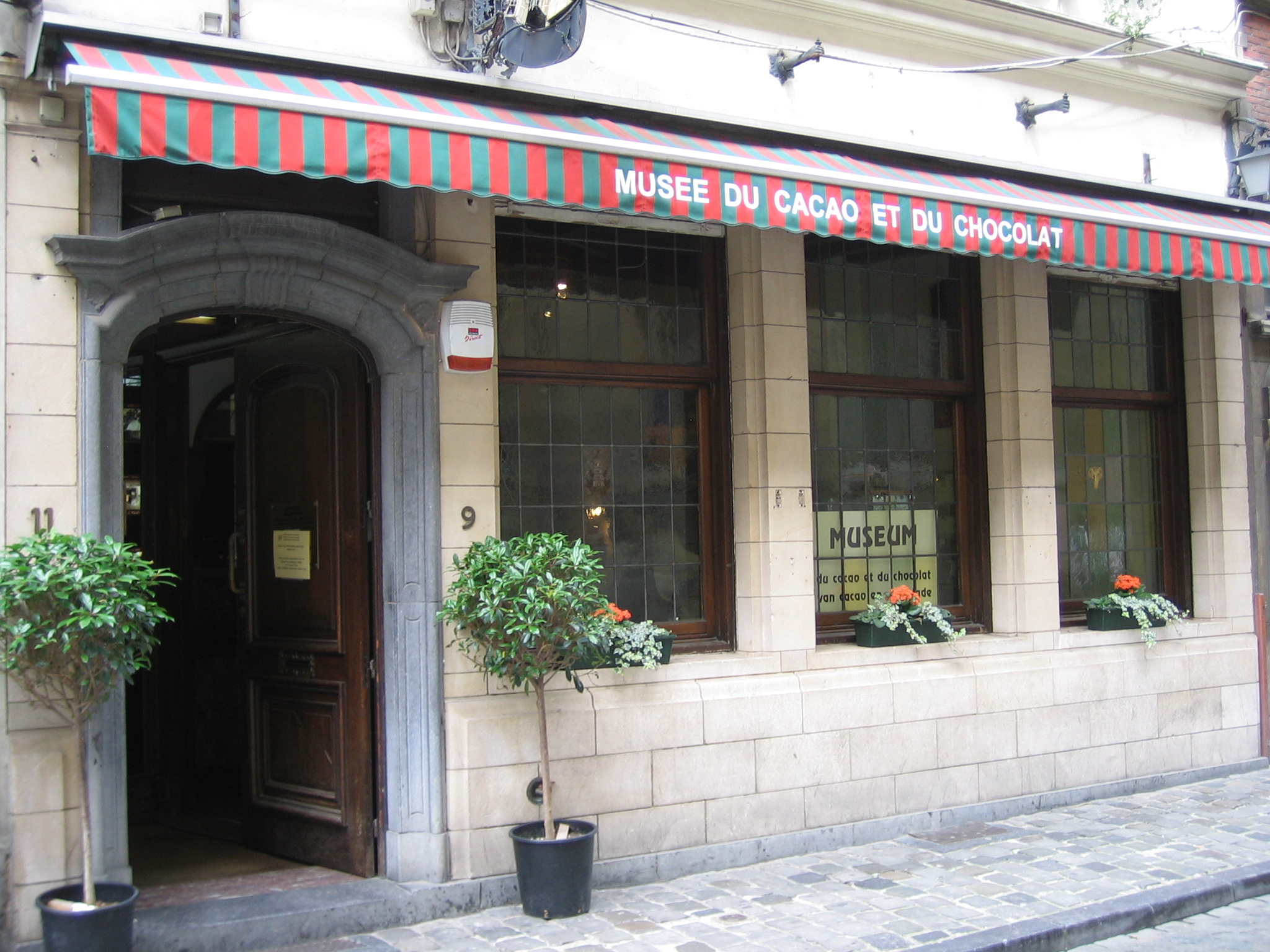
可可和巧克力博物馆

可可和巧克力博物館（法語：Musée du cacao et du chocolat）是位於比利時布魯塞爾的一座私人博物館，設立於1998年。設立者的夫人是歌帝梵巧克力的創辦人。

## 外部連結
- Official museum website （页面存档备份，存于） （英文） （法文） （荷兰文）